# Oriol Lozano
Pour les articles homonymes, voir Farran.
Oriol Lozano Farrán dit Oriol (né le 23 mai 1981 à Sudanell, Espagne), est un footballeur espagnol. Il évoluait au poste de défenseur.

## Palmarès
FC Zestafoni
- Vainqueur de la Supercoupe de Géorgie en 2013